# Renung
Renung (gaskonsko Renun) je naselje in občina v francoskem departmaju Landes regije Akvitanije. Naselje je leta 2009 imelo 496 prebivalcev.

## Geografija
Kraj leži v pokrajini Gaskonji 22 km jugovzhodno od Mont-de-Marsana.

## Uprava
Občina Renung skupaj s sosednjimi občinami Aire-sur-l'Adour, Bahus-Soubiran, Buanes, Classun, Duhort-Bachen, Eugénie-les-Bains, Latrille, Saint-Agnet, Saint-Loubouer, Sarron in Vielle-Tursan sestavlja kanton Aire-sur-l'Adour s sedežem v Airu. Kanton je sestavni del okrožja Mont-de-Marsan.

## Zanimivosti
- cerkev sv. Petra;